# 王瑞國
王瑞國（1600年—1677年），字子彥，別號書城。太倉人。清初政治人物。

## 生平
萬曆二十八年庚子（1600年）出生，天启元年（1621年）举人。与吴伟业有交谊，次子王陈立为伟业女婿。
明亡仕清，顺治十二年（1655年），官广东增城县知县，三年後辞歸。康熙十六年丁巳（1677年）卒。

## 家族
祖父王世懋。父王士禄。